# Liga de Béisbol Profesional de la República Dominicana 2015-16
La temporada 2015-2016 de la Liga de Béisbol Profesional de la República Dominicana fue la 62.ª edición de este campeonato. La temporada regular comenzó el 15 de octubre de 2015 y finalizó el 21 de diciembre de 2015. El Todos contra Todos o Round Robin inició el 27 de diciembre de 2015 y finalizó el 17 de enero de 2016, con un juego extra de desempate el 18 de enero entre los Leones del Escogido y los Toros del Este. La Serie Final se llevó a cabo, iniciando el 20 de enero y concluyendo el 26 de enero de 2016, cuando los Leones del Escogido se coronaron campeones de la liga sobre los Tigres del Licey.
La temporada fue dedicada a Miguel Feris Iglesias, quien era uno de los principales accionistas de las Estrellas Orientales.